# 契立夫河
契立夫河是阿爾及利亞的河流，也稱謝利夫河，又譯為支里弗，河道全長700公里，是該國最長的河流，發源自撒哈拉阿特拉斯山脈，最終注入地中海，河水主要用作灌漑，河畔城鎮有穆斯塔加奈姆和謝利夫。